# Ministère de la Justice et du Procureur général
Pour les articles homonymes, voir Ministère de la Justice.
Le ministère de la Justice et du Procureur général est un ministère néo-brunswickois.

## Mandat et législation
Le ministère de la Justice et du Procureur général a pour mandat de promouvoir l'administration impartiale de la justice et la protection de l'intérêt public. Il a la responsabilité d'administrer les services aux tribunaux, de réglementer les compagnies de fiducie, de réglementer les compagnies d'assurance, de réglementer l'industrie des valeurs mobilières, d'administrer et réglementer les coopératives et les caisses populaires, de procéder à l'examen des institutions financières, d'administrer les services à la consommation et de coordonner la recherche, la planification et l'évaluation de tous les aspects de l'administration de la justice dans la province.
En date du 15 octobre 2012, 121 lois relevaient de la compétence du ministère. La Loi sur le curateur public est mise en application par le bureau du curateur public alors que la Loi sur les valeurs mobilières est mise en application par la Commission des valeurs mobilières du Nouveau-Brunswick. La Loi sur la validation des titres de propriété sera abrogée par la  Loi abrogeant la Loi sur la validation des titres. La Loi sur les compagnies d'assurance spéciales doit faire l'objet d'une proclamation. La Loi sur l'abrogation des lois entrera en vigueur de 1er juillet 2014. 

## Organisation
Le ministère est dirigé par le ministre de la Justice et le procureur général, deux postes occupés par la même personne qui est, depuis 2024, le libéral Rob McKee, dans le gouvernement Susan Holt. En plus des cabinets du ministre et du sous-ministres, le ministère compte huit divisions: la Direction de la politique et de la planification, les Services administratifs, les Services aux tribunaux, les Services à la justice, les Services juridiques, les Services législatifs, les Poursuites publiques et le Service public d'éducation et d'information juridique. Il y a également une section de la Communication et des bureaux régionaux des services des shérifs.

### Section de la Communication
La Section de la Communication a pour mandat d'informer le public sur le ministère et ses services. La section siège à l'Édifice du Centenaire, à Fredericton.

### Direction de la politique et de la planification
La Direction de la politique et de la planification

### Services administratifs
La division des Services administratifs compte cinq directions: Expropriation, Gestion des installations, Services financiers, Service des ressources humaines, et Direction de Technologie et de la gestion de l'information.

### Services aux tribunaux
La division des Services aux tribunaux compte deux directions: le Service de soutien des programmes et le Service du registraire. Il y a aussi des bureaux régionaux des services aux tribunaux.

### Services à la justice
La division des Services à la justice compte cinq directions: Assurances, la Direction des services à la consommation, la Direction des caisses populaires, coopératives et sociétés de fiducie et examens, le Bureau du surintendant des pensions et le Bureau du curateur public.

### Services juridiques
La division des Services juridiques compte cinq sections: Équipe de droit commercial, corporatif et biens, Équipe de droit administratif et du travail, Équipe de services au gouvernement, Équipe de litige et Unité constitutionnelle.

### Services législatifs
La division des Services législatifs compte six unités, groupes et sections: Développement législatif, Affaires législatives, Publications législatives, Rédaction législative (francophone), Rédaction législative (anglophone) et Services législatifs.

### Poursuites publiques
La division des Poursuites publiques compte deux sections: Justice pour la famille et la jeunesse ainsi que Poursuites spéciales. Il y a également des bureaux régionaux des procureurs de la couronne.

### Service public d'éducation et d'information juridique
Le Service public d'éducation et d'information juridique est financé par Justice Canada.

## Liste des ministres
Voici une liste partielle des ministres de la Justice du Nouveau-Brunswick. 
| Ministre              | Gouvernement  | Période                               |
| --------------------- | ------------- | ------------------------------------- |
| Bradley Green         | Bernard Lord  | 21 juin 1999 - 14 février 2006        |
| Bruce Fitch           | Bernard Lord  | 14 février 2006 - 3 octobre 2006      |
| Thomas J. Burke       | Shawn Graham  | 3 octobre 2006 - 22 juin 2009         |
| Michael Murphy        | Shawn Graham  | 22 juin 2009 - 4 janvier 2010         |
| Bernard LeBlanc       | Shawn Graham  | 4 janvier 2010 - 12 octobre 2010      |
| Marie-Claude Blais    | David Alward  | 12 octobre 2010 - 1er mars 2012       |
| Judith Keating        | David Alward  | 1er mars 2012 - 26 septembre 2012     |
| Marie-Claude Blais    | David Alward  | 26 septembre 2012 - 19 septembre 2013 |
| Troy Lifford          | David Alward  | 19 septembre 2013 - 7 octobre 2014    |
| Stephen Horsman       | Brian Gallant | 7 octobre 2014 - 6 juin 2016          |
| Denis Landry          | Brian Gallant | 6 juin 2016 - 9 novembre 2018         |
| Andrea Anderson-Mason | Blaine Higgs  | 9 novembre 2018 - 29 septembre 2020   |
| Hugh Flemming         | Blaine Higgs  | 29 septembre 2020 - 2 novembre 2024   |
| Rob McKee             | Susan Holt    | 2 novembre 2024 - en cours            |